# Шампань-ан-Вальроме (кантон)
Шампа́нь-ан-Вальроме́ (фр. Champagne-en-Valromey) — кантон во Франции, находится в регионе Рона — Альпы, департамент Эн. Входит в состав округа Белле.
Код INSEE кантона — 0109. Всего в кантон Шампань-ан-Вальроме входят 14 коммун, из них главной коммуной является Шампань-ан-Вальроме.

## Коммуны кантона
| Коммуна             | Население, чел | Почтовый индекс | Код INSEE |
| ------------------- | -------------- | --------------- | --------- |
| Артемар             | 970            | 01510           | 01022     |
| Бельмон-Лютезьё     | 394            | 01260           | 01036     |
| Беон                | 364            | 01350           | 01039     |
| Брена               | 105            | 01260           | 01059     |
| Вирьё-ле-Пети       | 281            | 01260           | 01453     |
| Вьё                 | 311            | 01260           | 01442     |
| Лоньё               | 103            | 01260           | 01221     |
| Лошьё               | 73             | 01260           | 01218     |
| Рюфьё               | 188            | 01260           | 01330     |
| Сонжьё              | 125            | 01260           | 01409     |
| Сютриё              | 218            | 01260           | 01414     |
| Талисьё             | 402            | 01510           | 01415     |
| Шаворне             | 174            | 01510           | 01097     |
| Шампань-ан-Вальроме | 674            | 01260           | 01079     |

## Население
Население кантона на 1999 год составляло 4382 человека.
| 1962 | 1968 | 1975 | 1982 | 1990 | 1999 |
| ---- | ---- | ---- | ---- | ---- | ---- |
| 3814 | 4196 | 3967 | 4095 | 4147 | 4382 |